# NGC 6833
NGC 6833 is een planetaire nevel in het sterrenbeeld Zwaan. Het hemelobject werd op 8 mei 1883 ontdekt door de Amerikaanse astronoom Edward Charles Pickering.

## Synoniemen
- PK 82+11.1